# Сили, Каталин
Каталин Си́ли (венг. Szili Katalin; род. 13 мая 1956, Барч, Венгрия) — председатель Национального собрания Венгрии в 2002—2009 годах.
Венгерский политик, после окончания Печского университета имени Яна Паннония занялась экологией и политикой. Во власти с 1994. В 1994—1998 — политический секретарь Министерства охраны окружающей среды и воды.
В 2009 Каталин Сили оставила пост председателя парламента, чтобы баллотироваться на пост мэра города Печ, однако проиграла Жолту Паве. Новым председателем парламента 14 сентября 2009 был избран Бела Катона.

## Политическая карьера

### Член Социалистической партии
Получив ученую степень в Университете Януса Паннония, она закончила специальность в области экологии человека и политологии. Она была законодателем с 1994 по 2014 год. В 1994—1998 годах она была политическим секретарем Министерства охраны окружающей среды и водных ресурсов. В период с 1998 по 2002 год она занимала пост заместителя председателя Венгерской национальной ассамблеи.
Она являлась кандидатом на пост президента на президентских выборах в Венгрии в 2005 году от Венгерской социалистической партии. 7 июля 2005 года Сили проиграла выборы оппозиционному кандидату Шойому Ласло. Конституция Венгрии предусматривает, что президент должен быть избран Национальным собранием Венгрии, поэтому победа оппозиции стала чем-то неожиданным.
С 2009 года она перешла во внутреннюю оппозицию Социалистической партии, в этом же году Сили подала в отставку со своей должности спикера парламента, её сменил Бела Катон. Она сформировала Движение «Альянс за будущее» в 2010 году и выдвинула собственных кандидатов в некоторых округах на парламентских выборах в Венгрии в 2010 году. Сили была избрана в парламент Венгрии по партийному списку Социалистической партии от округа Баранья, где она была председателем местного отделения партии.

### Независимый депутат
После местных выборов 2010 года, состоявшихся 3 октября, она основала Социальный союз (SZU) и стала его первым председателем. В результате она покинула Венгерскую социалистическую партию и их парламентскую группу, продолжая свою парламентскую работу как формально независимый депутат. Однако, будучи избранным депутатом, она отбывает четырёхлетний срок, заканчивающийся в 2014 году. Таким образом, новый член Общественного союза мгновенно имеет некоторое представительство в парламенте, что обычно невозможно для сторон, выигравших менее 5 % голосов.
17 октября 2013 года Каталин Сили и её партия, Социальный союз (SZU), вступили в коалицию с 11 другими партиями и гражданскими группами и создали Общественную социальную партию (KTI). Её новая партия не прошла процентный барьер 5 %, в результате чего она потеряла свой мандат в парламенте, который занимала 20 лет.